# نیل گوردون
نیل گوردون (انگلیسی: Neil Gordon; ۷ اکتبر ۱۸۸۶ – ۳۰ مهٔ ۱۹۴۹) شیمی‌دان آمریکایی و بنیانگذار مجله آموزش شیمی بود.